# Stichting Skyway
Stichting Skyway is een Nederlandse stichting, opgericht in april 2003, gevestigd te Rotterdam. De stichting organiseert toegankelijke evenementen voor dove, slechthorende en horende jongeren en stimuleert mensen om deel te nemen aan activiteiten die in eerste instantie niet voor hen toegankelijk leken te zijn.
De stichting is ontstaan uit de projectgroep Deaf Valley en heeft sinds haar oprichting vele evenementen georganiseerd in samenwerking met andere organisaties. Deze evenementen, Sense en later Sencity, worden bezocht door 750 tot 1200 jongeren per editie.
In 2007 won de stichting de Swift-prijs die het mogelijk maakte dat dove en slechthorende jongeren concerten konden bijwonen.